# Chiromantis
Genre
Synonymes
- Chirixalus Boulenger, 1893

Chiromantis est un genre d'amphibiens de la famille des Rhacophoridae.

## Répartition
Les 18 espèces de ce genre se rencontrent en Afrique subsaharienne, en Asie du Sud, en Asie du Sud-Est et dans le sud de la République populaire de Chine.

## Liste des espèces
Selon Amphibian Species of the World (8 octobre 2015) :
- Chiromantis baladika Riyanto & Kurniati, 2014
- Chiromantis cherrapunjiae (Roonwal & Kripalani, 1966)
- Chiromantis doriae (Boulenger, 1893)
- Chiromantis dudhwaensis (Ray, 1992)
- Chiromantis inexpectatus Matsui, Shimada & Sudin, 2014
- Chiromantis kelleri Boettger, 1893
- Chiromantis marginis Chan, Grismer, Anuar, Quah, Grismer, Wood, Muin & Ahmad, 2011
- Chiromantis nauli Riyanto & Kurniati, 2014
- Chiromantis nongkhorensis (Cochran, 1927)
- Chiromantis petersii Boulenger, 1882
- Chiromantis punctatus (Wilkinson, Win, Thin, Lwin, Shein & Tun, 2003)
- Chiromantis rufescens (Günther, 1869)
- Chiromantis samkosensis Grismer, Neang, Chav & Holden, 2007
- Chiromantis senapatiensis (Mathew & Sen, 2009)
- Chiromantis shyamrupus (Chanda & Ghosh, 1989)
- Chiromantis simus (Annandale, 1915)
- Chiromantis trilaksonoi Riyanto & Kurniati, 2014
- Chiromantis xerampelina Peters, 1854

## Taxinomie
Le genre Chirixalus a été placé en synonymie avec Chiromantis par Frost et al. en 2006.

## Publication originale
- Peters, 1854 : Diagnosen neuer Batrachier, welche zusammen mit der früher (24. Juli und 17. August) gegebenen Übersicht der Schlangen und Eidechsen mitgetheilt werden. Bericht über die zur Bekanntmachung geeigneten Verhandlungen der Königlich preussischen Akademie der Wissenschaften zu Berlin, vol. 1854, p. 614-628 (texte intégral).